# Tricentra allotmeta
Tricentra allotmeta là một loài bướm đêm trong họ Geometridae.